# Lloyd Batts
Lloyd Batts (Chicago, Illinois, 9 de mayo de 1951) es un exjugador de baloncesto estadounidense que jugó una temporada en la ABA, desarrollando el resto de su carrera como profesional en ligas europeas y en ligas menores de su país. Con 1,93 metros de estatura, lo hacía en la posición de escolta .

## Trayectoria deportiva

### Universidad
Jugó tres temporadas con los Bearcats de la Universidad de Cincinnati, en las que promedió 20,1 puntos, 8,7 rebotes y 1,7 asistencias por partido. Su promedio de puntos es el segundo mejor en la historia de su universidad, únicamente superado por Oscar Robertson, que promedió 33,8 puntos por partido.

### Profesional
Fue elegido en la sexagésima posición del Draft de la NBA de 1974 por Kansas City-Omaha Kings, y también por los Kentucky Colonels en el puesto 39 del Draft de la ABA, equipo que traspasó sus derechos a los Virginia Squires. Allí jugó una temporada en la que promedió 10,3 puntos y 3,4 rebotes por partido.
Al año siguiente se trasladó a Europa, jugando en el CEP Fleurus belga entre 1976 y 1979. En enero de 1978 regresó brevemente a su país para jugar con los West Virginia Wheels en la recién creada All-American Basketball Alliance, donde sólo disputó tres partidos, promediando 7,7 puntos.
En 1981 fichó por el Juvecaserta Basket italiano, donde jugó una temporada, en la que promedió 32,5 puntos y 8,6 rebotes por partido. La temporada 82-83 la jugó en el ASVEL Lyon-Villeurbanne, equipo con el que disputó la final de la Recopa de Europa de la FIBA ante el Scavolini Pesaro, en la que perdieron 111-99. Batts anotó 20 puntos en ese partido.